# Prom Queen (singolo)
Prom Queen è un brano musicale del rapper di New Orleans Lil Wayne, pubblicato come primo singolo estratto dall'album Rebirth. la canzone è stata prodotta da DJ Infamous ed Andrew "Drew" Correa ed è stata pubblicata il 27 gennaio, apparendo in anteprima sul MySpace di Lil Wayne. Il giorno successivo il singolo è stato reso disponibile in tutti i negozi di musica digitale online. Il singolo è il primo singolo rock di Lil Wayne
Nel brano il rapper fa uso dell'Auto-Tune.

## Tracce
Download digitale
1. Prom Queen - 3:40

CD Promo
1. Prom Queen (Clean Radio Edit) - 2:59
2. Prom Queen (Clean) - 3:39

## Classifiche
| Classifica (2009)                                 | Posizione Più alta |
| ------------------------------------------------- | ------------------ |
| U.S. Billboard Hot 100                            | 15                 |
| U.S. Billboard Bubbling Under R&B/Hip-Hop Singles | 16                 |
| U.S. Billboard Pop 100                            | 22                 |
| Billboard Canadian Hot 100                        | 36                 |
| Australian ARIA Urban Singles Chart               | 10                 |